# Gefährliche Geliebte
Gefährliche Geliebte (jap. 国境の南、太陽の西, kokkyō no minami, taiyō no nishi, dt. „Südlich der Grenze, westlich der Sonne“) ist ein Roman des japanischen Schriftstellers Haruki Murakami aus dem Jahr 1992. In deutscher Sprache erschien er erstmals 2000 in einer Zweitübersetzung von Giovanni und Ditte Bandini aus dem Englischen. 2013 brachte der DuMont-Verlag eine Neuübersetzung des japanischen Originaltexts durch Ursula Gräfe heraus, bei der auch der originale Titel des Buchs „Südlich der Grenze, westlich der Sonne“ beibehalten wurde.
Hajime lernt in der Kindheit Shimamoto kennen. Beide sind Einzelkinder in einer Gesellschaft, in der fast alle Kinder Geschwister haben. Sie verstehen sich prächtig und können über alles reden. Doch im Alter von zwölf Jahren ist Hajime noch nicht bereit für eine Beziehung und als er dann auch noch umzieht, verlieren sich die beiden allmählich aus den Augen.
In späteren Jahren hat er zahlreiche Liebschaften, bis er Yukiko findet und heiratet. Durch einen Kredit ihres Vaters eröffnet er nacheinander zwei Jazz-Bars. Doch er kann Shimamoto auch als glücklicher Familienvater nicht vergessen und als sie ihm wieder begegnet, bringt sie sein Leben vollends durcheinander.

## Handlungsablauf
Der 1951 geborene Hajime wächst als Einzelkind in einem unbestimmten japanischen Vorort auf. Als er zwölf Jahre alt ist, lernt er das Mädchen Shimamoto kennen. Sie besuchen gemeinsam die Schule, beide sind Einzelkinder und beide fühlen sich als Außenseiter in einer Gesellschaft, in der alle Kinder mit Geschwistern aufwachsen. Da sie nur „einen Steinwurf voneinander entfernt“ wohnen, setzt man sie in der Schule zusammen, und Hajime wird von seinem Lehrer angewiesen, sich um Shimamoto zu kümmern. So werden sie Freunde. Shimamoto ist leicht gehbehindert, der Schulweg dauert daher lange und beide genießen ihn. Nach der Schule sind sie oft in der Wohnung von Shimamotos Eltern und hören klassische Musik und Nat King Cole. Durch ihre vertrauten Gespräche entsteht in beiden ein Gefühl gemeinsamer Geborgenheit und Zuneigung. Nach Ende der Grundschulzeit ziehen Hajimes Eltern in einen weiter entfernten Stadtteil. Hajime zögert, die Beziehung weiterhin zu pflegen, und lässt den Kontakt abbrechen.
Im Alter von 17 Jahren lernt Hajime Izumi kennen und sie erforschen einander nach und nach in ihrer Sexualität. Allerdings bittet ihn Izumi, ihr noch Zeit zu geben, da sie für eine geschlechtliche Vereinigung noch nicht bereit sei. Daraufhin wendet Hajime sich Izumis Cousine zu, von der er fasziniert ist, und es entsteht ein kurzes, intensives sexuelles Verhältnis. Durch einen Zufall erfährt Izumi von dem Betrug ihres Freundes. Sie ist durch seine Lüge zutiefst verletzt und trennt sich von ihm, da sie seinen Vertrauensbruch nicht verzeihen kann.
Affären durchziehen sein Leben. Nach Beendigung seines Studiums tritt er eine unbedeutende Stelle in einem Schulbuchverlag an. Die Arbeit langweilt ihn. Eines Tages sieht er auf der Straße eine Frau, die ihn an Shimamoto erinnert. Wie gebannt verfolgt er die Frau durch die regennassen Straßen Tokios bis in ein Café. Als sie bemerkt, dass sie verfolgt wird, ruft sie jemanden an und verlässt das Café. Wenig später findet sich Hajime im festen Griff eines Mannes wieder, der ihn eindrücklich dazu auffordert, die Frau nicht weiter zu verfolgen. Er reicht ihm einen Briefumschlag mit 100.000 Yen und verschwindet.
Hajimes eintönig verlaufendes Leben nimmt eine plötzliche Wende, als er zwei Jahre nach dem Vorfall Yukiko begegnet. Hajime ist nun dreißig Jahre alt. Aus vermeintlicher Zuneigung bittet er Yukiko, Tochter eines reichen Tokioter Bauunternehmers, seine Frau zu werden. Yukiko willigt ein, da sie ihn aufrichtig liebt. Hajime erhält von seinem Schwiegervater Geld und gründet damit zwei Jazz-Bars, die er nach seinem Geschmack einrichten lässt. Nach sechs Jahren trifft er einen alten Schulkameraden, der ihm von Izumi berichtet. Er sagt, diese habe sich vollkommen verhärtet, innerlich und äußerlich. Ihr Gesicht zeige Spuren einer Entfremdung, die selbst Unbekannten Angst einflöße. Dieser Schulkamerad, der sich einst in Izumi verliebt hatte und Hajime um sein scheinbares Glück beneidete, zeigt sich nun entsetzt und sprachlos über die Verlorenheit, die Izumi ereilt hat.
In dieser Situation, in der Hajime sich mit der Schuld seiner ersten Untreue ausweglos konfrontiert sieht, betritt, vollkommen unerwartet, Shimamoto die Bühne des Geschehens. Sie setzt sich in eine von Hajimes Bars und wartet. Hajime erkennt sie erst nach einem von ihr begonnenen Gespräch. Sie beginnen zu reden, wobei Shimamoto nie von ihrer Vergangenheit erzählt und Hajime darum bittet, keine Fragen dazu zu stellen. Sie musste nie arbeiten und ist sehr wohlhabend. Sie gesteht Hajime, dass sie in ihrem Leben nur ihn je geliebt hat und das immer noch tut. Eines Tages fahren sie auf Wunsch Shimamotos gemeinsam zu einem Fluss, der ins Meer mündet. Dort streut sie die Asche ihrer verstorbenen Tochter aus und stellt sich vor, dass diese ins Meer und in den Regen gelangt. Für den Ausflug musste Hajime seine Frau anlügen, beinahe fliegt diese Lüge auf, da es aufgrund starken Schneefalles zuerst unklar ist, ob der Rückflug nach Tokio stattfinden kann. Als Shimamoto, die an einer nicht näher beschriebenen Krankheit leidet und schon länger ihr Medikament nicht genommen hat, auf dem Rückweg beinahe stirbt, rettet ihr Hajime das Leben. Danach lässt sich Shimamoto wieder für mehrere Monate nicht sehen und Hajime wartet jeden Abend auf sie in einer seiner Bars.
Als Shimamoto erneut auftaucht, fahren sie gemeinsam zu Hajimes Ferienwohnung in Hakone und schlafen miteinander. Hajime ist bereit, für Shimamoto seine Ehe und Familie aufzugeben und mit ihr zu leben. Er erwartet von Shimamoto, dass sie ihm alles über die letzten 25 Jahre erzählt, da er sie kaum kenne. Sie willigt ein. Doch am nächsten Morgen ist sie verschwunden. Hajime fährt alleine zurück und lebt mit seiner Frau nach außen so, als sei nichts geschehen. Yukiko hat bereits gemerkt, dass etwas nicht stimmt, und gibt Hajime Zeit, darüber nachzudenken, ob er sie verlassen will. Hajime überlegt einige Wochen, doch Shimamoto taucht nicht mehr auf. Zudem denkt er, dass Shimamoto nur deswegen erneut in sein Leben eintrat, damit sie beide gemeinsam Selbstmord begehen können, doch irgendwas müsse sie letzten Endes abgehalten haben. Beim ziellosen Wandern durch die Stadt hält plötzlich neben Hajime ein Taxi, hinter dessen Scheibe er Izumis völlig ausdrucksloses Gesicht erkennt. Erneut mit der Schuld seiner ersten Untreue schockartig konfrontiert, „löst sich etwas in seinem Inneren und verschwindet, lautlos und endgültig.“ Davon befreit, entscheidet sich Hajime für Yukiko, gesteht ihr seine Liebe und bereut die Fehler, die er gemacht hat.

## Sonstiges
Im Jahr 2000 bezeichnete Sigrid Löffler im Literarischen Quartett das Buch wörtlich als literarisches Fast Food - McDonald’s und warf dem Autor vor, keine Sprache zu besitzen. Explizit kritisierte sie die erotischen Darstellungen. Die japanische Anrede qualifizierte sie als ritualisierten Sprachgebrauch ab. Marcel Reich-Ranicki und Hellmuth Karasek hingegen lobten das Buch. Reich-Ranicki sprach von außergewöhnlicher Zartheit und Karasek gab an, lange keinen Liebesroman von solcher Kunstfertigkeit gelesen zu haben. Der Streit und der Nachhall in den Medien machten Buch und Autor einem deutlich größeren Kreis bekannt, als eine einhellige Besprechung es vermocht hätte. So hat Löffler mit ihrem Verriss unfreiwillig, aber nicht unwesentlich zum Erfolg von Buch und Autor im deutschen Sprachraum beigetragen. Löffler selbst hat nach dem Streit die Sendereihe verlassen.
Die deutsche Erstauflage des Romans war eine Zweitübersetzung aus dem Amerikanischen. Erst 2013 wurde das japanische Original ins Deutsche übersetzt.
Der Roman war im Jahr 2005 das Kölner „Buch für die Stadt“.

## Buchausgaben
- Gefährliche Geliebte. Übersetzt aus dem Englischen von Giovanni und Ditte Bandini, DuMont, Köln 2000, ISBN 3-7701-4781-2; Neuausgabe ebd. 2005, ISBN 3-8321-4781-0, sowie bei Goldmann (btb), München 2002, ISBN 3-442-72795-2
- Südlich der Grenze, westlich der Sonne. Neuübersetzung nach dem japanischen Original von Ursula Gräfe. DuMont, Köln 2013, ISBN 3-8321-9707-9